# Scopula hypocallista
Scopula hypocallista là một loài bướm đêm trong họ Geometridae.